# 徐桂 (嘉靖進士)
徐桂（1512年—？），字子芳，直隸安慶府潛山縣人，民籍，明朝政治人物。

## 生平
嘉靖十三年（1534年）甲午科應天府鄉試第九十九名舉人。嘉靖十四年（1535年）联捷乙未科會試第二百六十九名，登第三甲第一百九十三名進士。

## 家族
曾祖徐福；祖父徐文昌；父徐珮，母汪氏。具庆下。